# حملة محو الأمية الكوبية
حملة محو الأمية الكوبية، جهد دام ثمانية أشهر للقضاء على الأمية في كوبا بعد الثورة الكوبية.
كان معدل معرفة القراءة والكتابة في كوبا قبل عام 1959 حوالي 77%، كما لاحظت اليونسكو. عُدّ هذا رابع أعلى معدل في أمريكا اللاتينية. أطلقت حكومة فيدل كاسترو الكوبية، بناء على طلب تشي غيفارا، لقب «عام التعليم» على عام 1961، وأرسلت «فرق محو الأمية» إلى الريف لبناء مدارس وتدريب معلمين جدد وتعليم الغواخيروس (القرويين) الذين هم في الغالب أميون القراءة والكتابة. بلغ معدل معرفة القراءة والكتابة في كوبا لمن هم فوق سن 15 عامًا 99% بحلول عام 2010 وفقًا لليونيسكو.
ارتفع معدل محو الأمية في بوليفيا من 44% إلى 92% خلال فترة الخمسين عامًا نفسها (1960-2010) حسب خبراء الاقتصاد في مشروع Our World In Data التابع لجامعة أوكسفورد (باستخدام مجموعة مصادر أكسفورد والبنك الدولي واليونسكو)، وفي البرازيل من 60% إلى 91%، وفي كولومبيا من 70% إلى 94%. بلغ متوسط معدل معرفة القراءة والكتابة المبلغ عنه في أمريكا اللاتينية ومنطقة البحر الكاريبي 93% بحلول 2011.

## خلفية

### الإصلاحات
أُطيح بالدكتاتور فولجنسيو باتيستا من قبل حركة حرب العصابات المسلحة المعروفة باسم حركة 26 يوليو (موفيمينتو 26 دي خوليو) في 1 يناير 1959. بدأت الحكومة الثورية الجديدة بقيادة فيدل كاسترو على الفور سلسلة من الإصلاحات الاجتماعية والاقتصادية، ومن بين هذه الإصلاحات: الإصلاح الزراعي وإصلاح الرعاية الصحية وإصلاح التعليم، والتي أدت جميعها إلى تحسين نوعية الحياة بشكل كبير بين القطاعات الدنيا في المجتمع الكوبي.

### الهجرة
تسبب هروب العديد من العمال المهرة في «هجرة الأدمغة» خلال الاضطرابات التي حدثت في السنوات الأولى للثورة. أدت هذه الخسارة في رأس المال البشري إلى ضرورة إصلاح نظام التعليم الكوبي لاستيعاب تعليم العمال الجدد، الذين سيحلون محل أولئك الذين هاجروا من البلاد.

### التطورات الأيديولوجية
وجدت أسباب أيديولوجية قوية لإصلاح التعليم إلى جانب تجديد البنية التحتية في كوبا. كان هناك انقسام بين المواطنين الحضريين والمواطنين الريفيين (الذين كانوا في الغالب عمال زراعيين) في كوبا ما قبل الثورة. كانت الثورة الكوبية مدفوعة بالحاجة إلى المساواة، لا سيما بين هذه الطبقات. كانت نسبة الأمية بين سكان المدن 11% مقابل 41.7% في الريف قبل الحملة.
صُممت حملة محو الأمية لفرض التواصل بين قطاعات المجتمع التي لا تتفاعل عادة، لدرجة أن الحكومة وضعت المعلمين الحضريين في البيئات الريفية، حيث دُفعوا ليصبحوا مثل القرويين من أجل كسر الحواجز الاجتماعية. كما قال فيدل كاسترو في عام 1961 أثناء مخاطبته لمعلمي محو الأمية: «ستُعلمون، وتتعلمون». كان المتطوعون من المدينة على غير دراية غالبًا بالظروف السيئة للمواطنين الريفيين حتى تجربتهم خلال هذه الحملة. هدفت الحملة -إلى جانب محو الأمية- إلى خلق هوية جماعية «للوحدة، وموقف القتال، والشجاعة، والذكاء، والحس التاريخي».
استُخدمت المواد التعليمية المسيّسة لتعزيز هذه المثل العليا. ذهب كاسترو إلى أبعد من ذلك ليذكر حاجة سكان الريف لتولي دور المعلم، وتثقيف سكان المدن، وسمي هذا الجهد بأنه حركة «الشعب» ومنح المواطنين هدفًا مشتركًا، وهو زيادة التضامن.

## لمحة تاريخية
كانت الخطوات الأولى لحملة محو الأمية الكوبية في شكل فترة تحضيرية استمرت من سبتمبر إلى ديسمبر 1960. كانت الجهود المبذولة للإعداد لحملة محو الأمية ضخمة ومعقدة إذ طالبت بإشراك العديد من الإدارات الحكومية لضمان نجاح تثقيف المتطوعين وتعيينهم، وتوفير الإشراف عليهم، وضمان عودتهم الناجحة إلى ديارهم. يمكن أن يُنسب نجاح الأدوات والنظرية التربوية إلى الدكتورة آنا إيشغوين دي كانيزاريس، وهي باحثة نسوية من أصل أفريقي كوبي يُنسب لها الفضل في قيادة الجهود التربوية للحملة في كوبا وأمريكا اللاتينية.

### المرحلة الأولى
كان من المقرر بعد هذه الفترة، تنفيذ الحملة من خلال برنامج من 3 مراحل. جرى ذلك في عام 1961، وهو الوقت المعروف أيضًا باسم «عام التعليم». تألفت المرحلة الأولى من المعلمين المحترفين الذين قاموا بتدريب فريق محو الأمية على المناهج الدراسية، وتعريفهم بالنص الذي سيستخدم لتعليم طلابهم.
كان الكتاب الذي عُدّ خصيصًا لأغراض الحملة بعنوان «فلنعلّم القراءة والكتابة»، كما اطّلعت الفرق اطّلعت على كتاب الطلاب التمهيدي، مما ساعدهم على تعليم طلابهم بشكل أفضل. عُرف هذا الكتاب التمهيدي بعنوانه «سننتصر». استمر وقت التدريب هذا من يناير حتى أواخر أبريل في عام 1961.

### المرحلة الثانية
اختار فيدل في أبريل إغلاق المدارس في وقت مبكر من الصيف، وقام بذلك من أجل السماح للطلاب باستكمال وقتهم الضائع من خلال الانضمام إلى حملة محو الأمية وتعليم الكبار الأميين. شهدت هذه الخطة تشجيع عدد من الطلاب للانضمام إلى الحملة، بلغ حوالي 105664 طالبًا، وشكلوا معًا فرق كونرادو بينيتيز. حُضّر هؤلاء الطلاب في أسبوع مكثف لإعدادهم للتحدي المقبل.

### المرحلة الثالثة
بدأ كاسترو في تطويع المزيد من «المعلمين» من المصانع في محاولة لتكثيف الحملة، وضمان نجاحها قبل نهاية العام، وشكل أولئك الذين جندوا فريق عمال باتريا أو ميرت. كان هذا هو الجهد الأخير لتحديد الأفراد المتبقين من السكان الذين ما زالوا أميين، والعثور على أولئك الذين بحاجة أكثر من غيرهم. وُضع أولئك الذين لم ينجحوا في البرنامج التقليدي في مخيمات تسريع لمساعدتهم على التغلب على الأمية خلال فترة سنة كاملة حددها كاسترو.

## التنظيم

### الأدوار الجندرية
اتسق دور المرأة قبل الثورة مع المفاهيم الأبوية لدولة ما بعد الاستعمار، إذ كان من المفترض أن تبقى المرأة في عبودية الحياة الأسرية، ونادرًا ما سُمح لها بالخروج دون مرافقة، مع الوصول المحدود للغاية إلى الفرص التعليمية أو المهنية. في حين ركز الخطاب المحيط بالحملة الكوبية لمحو الأمية على خلق رجل جديد وأفضل، من المهم إدراك أن ذلك ترافق مع تغييرات ثورية في أدوار المرأة في كوبا، إذ شكلت النساء أكثر من نصف المعلمين الذين تطوعوا لتعزيز الحملة، على الرغم من استهداف الحملة للرجال بشكل أساسي. كما كانت العديد من النساء مستفيدات، مما جعلهن أساسيات لنجاح البرنامج ومساهمات في عدد من الجوانب.
قدم السرد الذي طرحه كاسترو نفسه والحملة على أنها تحويل للتعليم، كفضاء نسائي نموذجي، إلى مساحة ذات طابع عسكرين، إطارًا للمرأة لتتحدى وتشارك في الحركة. جرى تمكين النساء في نهاية المطاف من خلال قدرتهن على ترك المنزل، مع دعم عائلاتهن أو دونه، والوصول إلى المزيد من فرص التعليم بعد الحملة، والمساهمة في الثقافة الكوبية المتغيرة.